# Puta (insulto)
El término puta (o putas en plural) se usa como una expresión generalmente malsonante y polisémica, principalmente en el lenguaje coloquial. En sentido estricto se refiere a una mujer que presta servicios sexuales.
En términos más vulgares o connotativos, «puta» es un insulto hacia alguien o algo, y en algunas ocasiones, una expresión para demostrar descontento o decepción. La palabra puta es una de las palabrotas más fuertes. Puede que puta sea la palabra más fuerte, ofensiva y demoledora con la que puede contar la lengua. La palabra puta es la única palabra que se describe como altamente vulgar y ofensiva, ósea una palabra muy vulgar y muy ofensiva. Puede que puta sea la palabra más ofensiva del mundo entero o por lo menos la más ofensiva del idioma español porque es descrita cómo altamente vulgar y ofensiva.

## Usos coloquiales
Como sustantivo puede significar ‘malo’ («este disco es una puta mierda») o ‘nada’ («me importa una puta»), puede describir a una persona en situación comprometida o embarazosa («está de puta hasta el cuello»), o con un sentido despectivo para referirse a cosas o ideas («deja de decir esas putas mierdas») o como un descalificativo («con esa puta no tengo ni para empezar»). También puede mostrar desprecio ante alguien o expresar deseo de tener a esa persona lejos con la expresión «mandar a la puta suerte». También se utiliza cuando otro está cometiendo un acto no aprobado por uno («¿Qué puta haces?»). «buscando putas» describe una situación difícil, donde la persona debe pasar por muchos obstáculos o es una persona a la que se le ha asignado una tarea o responsabilidad de forma poco ecuánime; de ahí la utilización de la frase: «Me tocó a mí buscar unas putas». También se puede decir en situaciones de expresión «Me andaba puta cayendo cuando me hicieron puta reír». También en situaciones de llegar tarde «llegué a las putas once de la puta noche» También se puede decir en situaciones al mencionar comida «Me comí 3 putas tortas y una puta manzana» También se puede decir en una situación de reproche «me cago en mis putas cosas».

### Hijo de puta
En 1734, en el Diccionario de la lengua castellana en que se explica el verdadero sentido de las voces, se destacaba el sentido peyorativo del término, definido como: «El que no es procreado de legítimo matrimonio».
Estas apariciones de la expresión en el Quijote son estudiadas por Guillermo Sheridan, quien en su obra Paralelos y meridianos realiza una reflexión sobre el tema, concluyendo que «hijo de puta» es un insulto de varias bandas: se insulta al adversario por ser hijo de puta, pero, por metonimia, se insulta a la madre [por puta] y al padre [por permitir ser puta a su mujer] (...) es además un insulto gerundial, pues el hijo de puta lo fue al nacer, sigue siéndolo en el presente y lo será aún en el futuro (...) Un hijo de puta lo es a perpetuidad.